# 蒙特贾尔迪诺
蒙特贾尔迪诺是圣马力诺的9个市镇（堡）之一。总面积3.31 km²。总人口818人(2006)。蒙特贾尔迪诺与菲奥伦蒂诺、法埃塔诺为邻。蒙特贾尔迪诺分为1个村。1463年，蒙特贾尔迪诺并入圣马力诺，为圣马力诺最后一次领土扩大。